# Nuoto ai Giochi della XXXIII Olimpiade - Staffetta 4x200 metri stile libero maschile
La gara di nuoto della staffetta 4x200 metri stile libero maschile dei Giochi della XXXIII Olimpiade di Parigi è stata disputata il 30 agosto 2024 presso l'Olympic Aquatics Centre alla Paris La Défense Arena.

## Record
Prima della competizione il record del mondo e il record olimpico erano i seguenti:
| Record mondiale | 6'58"55 | Stati Uniti Michael Phelps Richard Berens David Walters Ryan Lochte    | 31 luglio 2009 Roma, Italia  |
| Record olimpico | 6'58"56 | Stati Uniti Michael Phelps Richard Berens Ryan Lochte Peter Vanderkaay | 13 agosto 2008 Pechino, Cina |

## Programma
| Data           | Ora (UTC+1) | Turno    |
| -------------- | ----------- | -------- |
| 30 luglio 2024 | 13:20       | Batterie |
| 30 luglio 2024 | 22:15       | Finale   |

## Risultati

### Batterie
| Pos. | Batteria | Corsia | Nazione       | Atleti | Tempo   | Note |
| ---- | -------- | ------ | ------------- | --- | ------- | ---- |
| 1    | 2        | 4      | Gran Bretagna | James Guy (1'45"04) Jack McMillan (1'45"68) Kieran Bird (1'47"68) Tom Dean (1'46"71)                                           | 7'05"11 | Q    |
| 2    | 1        | 4      | Stati Uniti   | Drew Kibler (1'46"43) Brooks Curry (1'45"96) Blake Pieroni (1'46"44) Chris Giuliano (1'46"74)                                  | 7'05"57 | Q    |
| 3    | 1        | 3      | Francia       | Hadrien Salvan (1'47"80) Wissam-Amazigh Yebba (1'46"04) Yann le Goff (1'46"55) Roman Fuchs (1'45"22)                           | 7'05"61 | Q    |
| 4    | 2        | 3      | Australia     | Kai Taylor (1'47"60) Zac Incerti (1'47"05) Flynn Southam (1'45"62) Thomas Neil (1'45"36)                                       | 7'05"63 | Q    |
| 5    | 1        | 6      | Germania      | Lukas Maertens (1'46"59) Rafael Miroslaw (1'46"35) Josha Salchov (1'46"18) Timo Sorgius (1'48"01)                              | 7'06"20 | Q    |
| 6    | 2        | 5      | Cina          | Xinjie Ji (1'46"59) Guangsheng Niu (1'48"43) Liwei Fei (1'46"57) Zhanshuo Zhang (1'46"13)                                      | 7'07"72 | Q    |
| 7    | 1        | 5      | Corea del Sud | Hojoon Lee (1'46"53) Yooyeon Lee (1'47"58) Yeonghyeon Kim (1'48"26) Woomin Kim (1'45"59)                                       | 7'07"96 | Q    |
| 8    | 1        | 2      | Giappone      | Tatsuya Murasa (1'47"30) Katsuhiro Matsumoto (1'45"77) Hidenari Mano (1'48"09) Konosuke Yanagimoto (1'47"27)                   | 7'08"43 | Q    |
| 8    | 1        | 7      | Israele       | Denis Loktev (1'47"32) Bar Soloveychik (1'47"53) Eitan Ben Shitrit (1'48"01) Gal Cohen Groumi (1'45"57)                        | 7'08"43 | Q    |
| 10   | 2        | 6      | Italia        | Giovanni Caserta (1'46"85) Alessandro Ragaini (1'48"08) Carlos D'Ambrosio (1'47"24) Filippo Megli (1'46"46)                    | 7'08"63 | R    |
| 11   | 2        | 7      | Grecia        | Dimitrios Markos (1'47"66) Konstantinos Englezakis (1'46"71) Konstantinos Emmanouil Stamou (1'48"00) Andreas Vazaios (1'47"23) | 7'09"60 |      |
| 12   | 2        | 2      | Brasile       | Murilo Setin Sartori (1'48"56) Fernando Scheffer (1'46"76) Eduardo Oliveira de Moraes (1'48"53) Guilherme Costa (1'46"41)      | 7'10"26 |      |
| 13   | 1        | 1      | Spagna        | Cesar Castro Valle (1'46"84) Luis Domuinigez (1'46"82) Carlos Garach Benito (1'48"40) Ferran Julia Tous (1'49"56)              | 7'11"62 |      |
| 14   | 2        | 8      | Canada        | Patrick Hussey (1'47"83) Alex Axon (1'47"57) Jeremy Bagshaw (1'48"10) Lorne Wigginton (1'48"57)                                | 7'12"07 |      |
| 15   | 2        | 1      | Lituania      | Tomas Navikonis (1'47"08) Danas Rapsys (1'46"23) Tomas Lukminas (1'47"30) Andrius Sidlauskas (1'55"94)                         | 7'16"61 |      |
| 16   | 1        | 8      | Svizzera      | Antonio Djakovic (1'47"97) Nils Liess (1'49"95) Jeremy Desplanches (1'49"24) Tiago Behar (1'50"90)                             | 7'18"06 |      |

### Finale
| Pos.    | Corsia | Nazione       | Atleti | Tempo   | Note |
| ------- | ------ | ------------- | --- | ------- | ---- |
| Oro     | 4      | Gran Bretagna | James Guy (1'45"09) Tom Dean (1'45"98) Matthew Richards (1'45"11) Duncan Scott (1'43"95)                      | 6'59"43 |      |
| Argento | 5      | Stati Uniti   | Luke Hobson (1'45"55) Carson Foster (1'45"31) Drew Kibler (1'45"12) Kieran Smith (1'44"80)                    | 7'00"78 |      |
| Bronzo  | 6      | Australia     | Maximillian Giuliani (1'45"99) Flynn Southam (1'45"53) Elijah Winnington (1'45"19) Thomas Neill (1'45"27)     | 7'01"98 |      |
| 4       | 7      | Cina          | Xinjie Ji (1'56"33) Liwei Fei (1'46"05) Zhanle Pan (1'45"81) Zhanshuo Zhang (1'45"37)                         | 7'04'37 |      |
| 5       | 3      | Francia       | Wissam-Amazigh Yebba (1'46"72) Hadrien Salvan (1'46"75) Yann le Goff (1'45"63) Roman Fuchs (1'45"70)          | 7'04"80 |      |
| 6       | 1      | Corea del Sud | Jaehoon Jang (1'49"84) Hojoon Lee (1'46"45) Woomin Kim (1'44"98) Sunwoo Hwang (1'45"99)                       | 7'07"26 |      |
| 7       | 8      | Giappone      | Tatsuya Murasa (1'46"69) Katushirto Matsumoto (1'45"31) Hidenari Mano (1'47"36) Konosuke Yanagimoto (1'48"12) | 7'07"48 |      |
| 8       | 2      | Germania      | Lukas Maertens (1'45"31) Rafael Miroslaw (1'46"32) Timo Sorgius (1'49"18) Josha Salchov (1'48"75)             | 7'09"56 |      |
| 9       | 0      | Israele       | Denis Loktev (1'48"16) Gal Cohen Gruomi (1'46"25) Tomer Frankel (1'47"71) Bar Soloveychik (1'48"10)           | 7'10"22 |      |